# Spanische Fußballnationalmannschaft/Europameisterschaften
Der Artikel beinhaltet eine ausführliche Darstellung der spanischen Fußballnationalmannschaft bei Europameisterschaften. Spanien nahm 2024 zum zwölften Mal an der Endrunde zur Europameisterschaft teil und wurde viermal Europameister sowie einmal Zweiter. Spanien ist damit seit 2024 alleiniger Rekordeuropameister, nachdem man dies seit 2012 zusammen mit Deutschland bereits war.

## Übersicht
Die spanische Nationalmannschaft nahm bisher zwölfmal an EM-Endrunden teil. 1964 feierte die Auswahl im eigenen Land den ersten Titelgewinn, ein Erfolg, der 2008 in Österreich und der Schweiz, 2012 in Polen und der Ukraine sowie 2024 in Deutschland wiederholt wurde. 1984 erreichten die Spanier das Finale, scheiterten jedoch dort an Gastgeber Frankreich.
| Jahr | Gastgeberland           | Teilnahme bis …    | Letzte(r) Gegner                  | Ergebnis 1    | Trainer              | Bemerkungen und Besonderheiten |
| ---- | ----------------------- | ------------------ | --------------------------------- | ------------- | -------------------- | --- |
| 1960 | Frankreich              | disqualifiziert    | –                                 | –             | –                    | Spanien wurde disqualifiziert, nachdem das spanische Regime das Antreten der Mannschaft in der UdSSR untersagt hatte |
| 1964 | Spanien                 | Finale             | UdSSR                             | Europameister | José Villalonga      | 1. Titelgewinn |
| 1968 | Italien                 | nicht qualifiziert | –                                 | –             | –                    | Im Viertelfinale an Weltmeister England gescheitert. |
| 1972 | Belgien                 | nicht qualifiziert | –                                 | –             | –                    | In der Qualifikation an der UdSSR gescheitert. |
| 1976 | Jugoslawien             | nicht qualifiziert | –                                 | –             | –                    | Im Viertelfinale an Titelverteidiger BR Deutschland gescheitert. |
| 1980 | Italien                 | Vorrunde           | Belgien, England, Italien         | 7.*           | László Kubala        | Als Gruppenletzter ausgeschieden |
| 1984 | Frankreich              | Finale             | Frankreich                        | 2. Platz      | Miguel Muñoz         | |
| 1988 | Deutschland             | Vorrunde           | Dänemark, BR Deutschland, Italien | 6.*           | Miguel Muñoz         | |
| 1992 | Schweden                | nicht qualifiziert | –                                 | –             | –                    | In der Qualifikation an der Frankreich und der Tschechoslowakei gescheitert, die sich auch nicht qualifizieren konnte. |
| 1996 | England                 | Viertelfinale      | England                           | 6.*           | Javier Clemente      | Aus im Elfmeterschießen |
| 2000 | Niederlande und Belgien | Viertelfinale      | Frankreich                        | 5.*           | José Antonio Camacho | Aus gegen Weltmeister Frankreich, der anschließend den Titel gewann. |
| 2004 | Portugal                | Vorrunde           | Griechenland, Portugal, Russland  | 10.*          | Iñaki Sáez           | |
| 2008 | Schweiz und Österreich  | Finale             | Deutschland                       | Europameister | Luis Aragonés        | 2. Titelgewinn |
| 2012 | Polen und Ukraine       | Finale             | Italien                           | Europameister | Vicente del Bosque   | 3. Titelgewinn, erste Titelverteidigung |
| 2016 | Frankreich              | Achtelfinale       | Italien                           | 10.*          | Vicente del Bosque   | Nach Siegen gegen Tschechien und die Türkei sowie einer Niederlage gegen Kroatien als Gruppenzweiter das Achtelfinale erreicht. |
| 2021 | Europa                  | Halbfinale         | Italien                           | 3./4.*        | Luis Enrique         | Spanien stellte mit dem Olympiastadion Sevilla in Sevilla eine Spielstätte für drei Gruppenspiele und ein Achtelfinalspiel, musste sich aber qualifizieren, was am 15. Oktober 2019 gelang und konnte dann in der Gruppenphase drei Spiele in Sevilla bestreiten, wo sie gegen Polen und Schweden remis spielten und gegen die Slowakei, die sich über die Playoffs qualifiziert hatte, mit 5:0 gewannen. Im Achtelfinale konnten sie Vizeweltmeister Kroatien mit 5:3 n. V. bezwingen und im Viertelfinale die Schweiz im Elfmeterschießen. Im Halbfinale scheiterten die Spanier dagegen im Elfmeterschießen. |
| 2024 | Deutschland             | Finale             | England                           | Europameister | Luis de la Fuente    | Gegner in der Qualifikation waren Georgien, Norwegen, Schottland und Zypern. Bei der Endrunde trafen die Spanier in der Gruppenphase auf Italien, Kroatien sowie Albanien und im Achtelfinale auf Georgien. Gegner im Viertelfinale war Gastgeber Deutschland, gegen den mit 2:1 nach Verlängerung gewonnen wurde. Im Halbfinale gegen Frankreich gelang wieder ein 2:1-Sieg. |

## Endrunden mit vier Teilnehmern

### EM 1960
An der ersten Fußball-Europameisterschaft 1960, die noch als „Europapokal der Nationen“ ausgetragen wurde, nahm Spanien zunächst teil. Im Achtelfinale wurde Polen in zwei Spielen besiegt (4:2 und 3:0), wobei Luis Suárez das erste Qualifikationstor und Alfredo Di Stéfano insgesamt drei Tore erzielte. Im Viertelfinale sollte Spanien dann gegen die Sowjetunion antreten. Der Kalte Krieg dominierte zu der Zeit aber noch den Sport und Spanien weigerte sich, auf Geheiß der damaligen Regierung unter Diktator Francisco Franco, in der Sowjetunion zu spielen, obwohl sich die spanische Mannschaft auf dem Weg in die UdSSR bereits am Flughafen in Madrid versammelt hatte. Die Führung der Sowjetunion lehnte ihrerseits eine Austragung auf neutralem Boden ab. Die beiden Spiele wurden von der UEFA mit jeweils 3:0 für die Mannschaft der UdSSR gewertet. Spanien musste zudem noch eine Konventionalstrafe zahlen. Die UdSSR erreichte somit kampflos die Endrunde in Frankreich und wurde dort erster „Europapokalsieger der Nationen“.

### EM 1964
Vier Jahre später wollten schon mehr Mannschaften als 1960 teilnehmen, darunter auch wieder Spanien. Daher wurde dem Achtelfinale eine Vorrunde vorgeschaltet und Spanien musste in dieser gegen Rumänien antreten. Spanien, das seit dem Vorrundenaus bei der WM 1962 von José Villalonga trainiert wurde, gewann das Heimspiel mit 6:0, wobei Vincente Guillot allein drei Tore erzielte. Im Rückspiel 14 Tage später konnte dann ein 1:3 verkraftet werden.
Im Achtelfinale trafen sie auf Nordirland und erreichten im Heimspiel nur ein 1:1. Im Rückspiel konnte dann aber Kapitän Francisco Gento mit einem Tor den 1:0-Sieg und das Weiterkommen sichern. Auch im Viertelfinale ging es nach Irland, diesmal gegen die Republik. Nach einem 5:1 im Heimspiel und einem 2:0 in Dublin stand Spanien als Endrundenteilnehmer fest. Die Endrunde wurde dann an Spanien vergeben und die Spanier nutzten den Heimvorteil. Gegen Ungarn benötigten sie im Halbfinale allerdings die Verlängerung, um ins Finale gegen Titelverteidiger Sowjetunion einzuziehen. Hier gingen sie bereits in der 6. Minute in Führung, mussten aber zwei Minuten später den Ausgleich hinnehmen. Der Siegtreffer fiel dann erst sechs Minuten vor dem Ende. Der Spanier Jesús María Pereda erzielte bei der Endrunde zwei Tore und war zusammen mit zwei Ungarn bester Torschütze der Endrunde.

### EM 1968
Für die Fußball-Europameisterschaft 1968 wurden in der Qualifikation erstmals Gruppenspiele angesetzt und anders als bei Weltmeisterschaften war der Titelverteidiger nicht automatisch qualifiziert. Spanien musste gegen die Tschechoslowakei, Irland und die Türkei antreten. Spanien, das nach dem Vorrundenaus bei der WM 1966 von Domènec Balmanya trainiert wurde, gewann alle Heimspiele, spielte zweimal remis und verlor nur in der Tschechoslowakei und profitierte dann von der Heimniederlage der Tschechoslowakei im letzten Spiel gegen Irland. Damit war Spanien mit einem Punkt Vorsprung vor der Tschechoslowakei als Gruppensieger für das Viertelfinale qualifiziert. In diesem trafen sie auf Weltmeister England und verloren beide Spiele.
England war damit für die Endrunde qualifiziert, die in Italien stattfand und wurde dort Dritter.

### EM 1972
Für die EM-Endrunde 1972 konnte sich Spanien dann wieder nicht qualifizieren. In einer Gruppe mit der Sowjetunion, Nordirland und Zypern konnte Spanien zwar die meisten Tore erzielen, verlor aber in der UdSSR und erreichte im Heimspiel gegen die UdSSR nur ein 0:0. Damit wurde Spanien nur Gruppenzweiter, die UdSSR erreichte dann auch die Endrunde, verlor dort aber im Finale gegen Deutschland.

### EM 1976
1976 wurde die Endrunde letztmals mit vier Mannschaften ausgetragen. Spanien konnte sich zwar in der Gruppenphase ungeschlagen gegen Rumänien, Schottland und Dänemark durchsetzen, scheiterte dann aber im Viertelfinale an Titelverteidiger Deutschland. Nach einem 1:1 im Heimspiel wurde das Rückspiel mit 0:2 verloren. Deutschland erreichte dann wieder das Finale, verlor dieses aber im Elfmeterschießen gegen die Tschechoslowakei.

## Endrunden mit acht Teilnehmern

### EM 1980
Die Fußball-Europameisterschaft 1980 wurde erstmals mit acht Mannschaften ausgetragen und erstmals wurde der Gastgeber vorab festgelegt. Italien konnte sich dabei bei der Bewerbung durchsetzen. Spanien musste dagegen über die Qualifikation und erledigte die Aufgabe gegen Jugoslawien, Rumänien und Zypern erfolgreich.
Bei der Endrunde fand nun erstmals eine Gruppenphase statt, bei der je 4 Mannschaften einmal gegen jede andere spielte und die beste Mannschaft jeder Gruppe direkt das Finale erreichte, während die zweitbeste Mannschaft das letztmals ausgetragene Spiel um Platz 3 bestritt. Spanien traf im ersten Spiel auf Gastgeber Italien und kam nur zu einem torlosen Remis. Die blieb aber der einzige Punktgewinn, denn im zweiten Spiel gegen Belgien wurde mit 1:2 verloren und auch das dritte Spiel gegen England endete ebenso. Damit schied Spanien als Gruppenletzter aus.

### EM 1984
In der Qualifikation für die EM 1984 in Frankreich mussten die Spanier in Gruppe 7 gegen die Niederlande, Irland, Island und Malta antreten. Die Spanier wurden seit dem Zwischenrundenaus bei der Heim-WM von Miguel Muñoz trainiert. Spanien und die Niederländer gewannen ihre Heimspiele gegeneinander und gaben nur in Irland bzw. Island einen Punkt ab. So hatten beide am Ende 13:3 Punkte und eine Tordifferenz von +16. Da die Spanier aber im letzten Spiel gegen Malta mit 12:1 gewannen, wobei sie zur Pause nur mit 3:1 führten, und damit zwei Tore mehr als die Niederländer geschossen hatten, fuhren sie zur EM-Endrunde.
Bei der Endrunde kamen sie in den ersten beiden Spielen gegen Rumänien und Portugal nur zu zwei 1:1-Unentschieden. Auch im letzten Gruppenspiel gegen Titelverteidiger Deutschland stand es lange 0:0, was den Deutschen zum Halbfinaleinzug gereicht hätte, für Spanien aber das Aus bedeutet hätte. In der 90. Minute gelang Libero Antonio Maceda aber noch der 1:0-Siegtreffer, was die Verhältnisse umkehrte: Deutschland schied aus und Spanien stand als Gruppensieger im Halbfinale. Dort trafen sie auf die Überraschungsmannschaft aus Dänemark um Michael Laudrup. Bereits nach sieben Minuten mussten sie den 0:1-Rückstand hinnehmen, konnte aber danach die dänischen Angriffe abblocken. In der 67. Minute war es dann wieder Maceda, der für Spanien traf. Weitere Tore fielen dann auch in der Verlängerung nicht und so kam es zum ersten Elfmeterschießen für die Spanier. Während alle fünf Spanier trafen, schoss Preben Elkjær Larsen seinen Elfmeter über das Tor und Spanien zog ins Finale ein. Hier trafen sie auf Gastgeber Frankreich, der souverän das Finale erreicht hatte. Die Spanier überraschten die Franzosen zunächst durch sehr offensiven Fußball und hatten die ersten Chancen, konnten diese aber nicht nutzen. In der zweiten Halbzeit führte ein fataler Fehler von Spaniens Torwart Luis Arconada zur Führung der Franzosen: Einen direkten Freistoß von Michel Platini ließ Arconada durch die Hände gleiten und im Zeitlupen-Tempo rollte der Ball über die Linie. Die 1:0-Führung versuchten die Spanier nun mit noch stärkeren Offensivbemühungen auszugleichen, wobei sie Konter der Franzosen in Kauf nahmen. Aber auch nachdem der französische Innenverteidiger Le Roux in der 85. Minute vom Platz gestellt worden war, blieben die Bemühungen erfolglos. Dagegen konnten die Franzosen der 90. Minute einen Konter durch Linksaußen Bruno Bellone erfolgreich abschließen, womit Frankreich erstmals den Titel gewann.

### EM 1988
Die Qualifikation für die EM in Deutschland lief auch wieder erfolgreich. In einer Gruppe mit Rumänien sowie Österreich und Albanien, das alle Spiele verlor, gewannen die Spanier fünf Spiele und verloren nur in Rumänien. Da diese in Österreich nur zu einem 0:0 kamen, hatten die Spanier am Ende einen Punkt mehr und fuhren zur EM-Endrunde.
In Deutschland wurden sie in eine Gruppe mit Gastgeber Deutschland, Dänemark und Italien gelost. Im ersten Spiel gegen Dänemark gingen sie bereits nach sechs Minuten in Führung. Nach dem dänischen Ausgleich 20 Minuten später konnten sie zwei Tore nachlegen, der dänische Anschlusstreffer kam dann zu spät und da sich Deutschland und Italien im ersten Spiel mit 1:1 getrennt hatten, übernahm Spanien nach dem ersten Spieltag die Führung in der Gruppe. Diese verloren sie dann aber am zweiten Spieltag durch ein 0:1 gegen Italien und nach einem 0:2 gegen Deutschland war die EM für Spanien beendet. Deutschland und Italien scheiterten dann aber im Halbfinale an der Niederlande bzw. der UdSSR. Für Miguel Muñoz endete mit der EM seine Amtszeit als Nationaltrainer. Ihn löste Luis Suárez ab, Schütze des ersten EM-Qualifikationstores.

### EM 1992
In der Qualifikation für die EM 1992 traf Spanien dann auf Frankreich, die Tschechoslowakei, Island und Albanien. Spanien konnte nur die Heimspiele gegen die Tschechoslowakei, Island und Albanien gewinnen, verlor aber das Heimspiel gegen Frankreich und alle Auswärtsspiele, bis auf das letzte Spiel in Albanien, das aufgrund der damals herrschenden politischen Situation in Albanien nicht ausgetragen wurde, da es keinen Einfluss mehr auf den Ausgang der Gruppe hatte. Als Gruppendritter verpasste Spanien damit letztmals die Qualifikation für die Endrunde, Frankreich scheiterte als Gruppensieger in der Vorrunde überraschend an Dänemark, das kurzfristig für die suspendierten Jugoslawen nachnominiert wurde und dann auch im Finale gegen Weltmeister Deutschland gewinnen konnte. Suárez’ Amtszeit als Nationaltrainer war noch in der laufenden Qualifikation nach zwei Freundschaftsspielniederlagen zu Ende, sein Nachfolger Vicente Miera konnte das Blatt zwar nicht mehr wenden, aber immerhin mit der spanischen Olympiamannschaft bei den Olympischen Spielen in Barcelona die Goldmedaille holen. Danach löste ihn Javier Clemente ab.

## Endrunden mit 16 Teilnehmern

### EM 1996

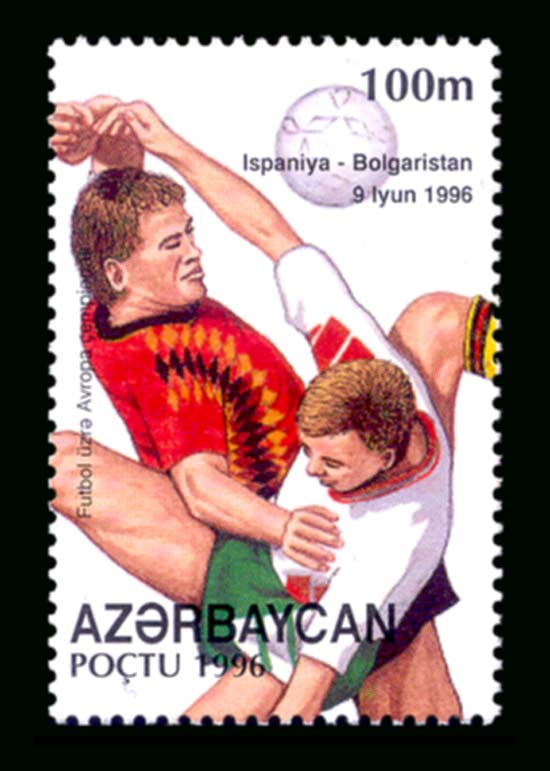
Aserbaidschanische Briefmarke zum Spiel gegen Bulgarien

Für die EM 1996 in England, die erstmals mit 16 Mannschaften ausgetragen wurde, mussten sich die Spanier gegen Titelverteidiger Dänemark, Belgien, Mazedonien, Zypern und Armenien qualifizieren, von denen Armenien und Mazedonien erstmals teilnahmen. Spanien gewann acht Spiele und spielte zweimal remis. Damit wurde Platz 1 vor Dänemark belegt, das sich als fünftbester Gruppenzweiter ebenfalls direkt qualifizieren konnte.
In England wurde Spanien in eine Gruppe mit Frankreich, Bulgarien und Rumänien gelost. Das Auftaktspiel gegen Bulgarien endete 1:1, ebenso das zweite Spiel gegen Frankreich. Mit einem 2:1 gegen Rumänien wurde aber noch der 2. Platz erreicht. Im erstmals ausgetragenen Viertelfinale war dann Gastgeber England der Gegner. Die Spanier hatten zwar leichte Vorteile, aber beiden gelang in 120 Minuten kein Tor. So musste das Elfmeterschießen entscheiden. Den ersten Elfmeter für Spanien schoss Fernando Hierro an die Querlatte, danach trafen die beiden nächsten Spanier, während Miguel Ángel Nadal am englischen Torhüter scheiterte. Da die ersten vier Engländer dagegen erfolgreich waren, mussten der fünfte Engländer und Spanier nicht mehr antreten. Für England blieb es bis heute der einzige Erfolg in einem Elfmeterschießen. Bereits im Halbfinale gegen Deutschland folgte das nächste Aus im Elfmeterschießen.

### EM 2000
Nach dem Aus in der Vorrunde der WM 1998 war Trainer Clemente zunächst im Amt geblieben. Im ersten Qualifikationsspiel zur EM 2000 verloren die Spanier aber überraschend in Zypern, worauf er zurücktrat. Ihn beerbte José Antonio Camacho und unter ihm wurden die restlichen Spiele der Gruppe gegen Israel, Österreich, Zypern und San Marino gewonnen. Mit acht Punkten Vorsprung wurde Spanien damit Gruppensieger vor Israel, das aber in den Playoffs der Gruppenzweiten an Dänemark scheiterte.
Bei der Endrunde, die erstmals in zwei Ländern ausgetragen wurde, wurde Spanien in die Gruppe mit Norwegen und Slowenien, die sich erstmals für die Endrunde qualifiziert hatten, und der BR Jugoslawien gelost. Das Auftaktspiel gegen Norwegen verloren sie überraschend mit 0:1, gegen Slowenien folgte dann ein 2:1-Sieg. Im letzten Spiel gegen die BR Jugoslawien ging es hin und her und die dramatische Entscheidung fiel erst in der Nachspielzeit. Zunächst hatte es bis zur 90. Minute 3:2 für die Jugoslawen gestanden und Spanien wäre damit ausgeschieden. Dann konnte Gaizka Mendieta in der vierten Minute der Nachspielzeit durch einen Elfmeter zum 3:3 ausgleichen und in der sechsten Minute der Nachspielzeit gelang Alfonso noch der Siegtreffer zum 4:3 für die Spanier, die damit Gruppensieger wurden. Im Viertelfinale trafen sie dann auf Weltmeister Frankreich, der seine wenigen Chancen konsequenter nutzte und mit 2:1 gewann.

### EM 2004
Für die Austragung der EM 2004 hatte sich auch Spanien beworben, unterlag dann aber bei der Abstimmung gegen den Nachbarn Portugal. Spanien musste daher wieder in die Qualifikation und traf auf Griechenland, die Ukraine, Armenien und Nordirland. Trainiert wurden sie nun von Iñaki Sáez, der nach dem Viertelfinalaus bei der WM 2002 das Amt von José Antonio Camacho übernommen hatte. Spanien begann die Qualifikation mit einem Sieg in Griechenland und einem Heimsieg gegen Nordirland, danach folgte aber nur ein 2:2 in der Ukraine. Mit einem 3:0 gegen die Armenier wurde zwar zunächst wieder in die Spur gefunden, eine überraschende Heimniederlage gegen Griechenland (bisher einzige Niederlage gegen Griechenland) und ein 0:0 in Nordirland bedeuteten aber am Ende nur Platz 2 hinter Griechenland. Damit musste Spanien in die Playoffs der Gruppenzweiten und traf auf Norwegen. Mit zwei Siegen gelang dann aber die Qualifikation für die Endrunde.
In Portugal wurden die Spanier in eine Gruppe mit Gastgeber Portugal, Qualifikationsgegner Griechenland und Russland gelost, gegen das das Auftaktspiel mit 1:0 gewonnen wurde. Gegen Griechenland folgte dann ein 1:1, so dass im letzten Spiel gegen den Nachbarn ein Remis gereicht hätte, um die K.-o.-Runde zu erreichen. Portugal konnte aber mit 1:0 gewinnen und trotz der Niederlage im Eröffnungsspiel gegen die Griechen noch Gruppenerster werden. Spanier und Griechen waren punkt- und tordifferenzgleich, da die Griechen aber mehr Tore erzielt hatten, wurden sie Zweiter. Spanien war damit erstmals seit 1988 wieder in der Gruppenphase ausgeschieden. Portugiesen und Griechen trafen im Finale erneut aufeinander und wieder gewannen die Griechen, die damit sensationell Europameister wurden. Mit dem Vorrundenaus endete die Amtszeit von Sáez, sein Nachfolger wurde Luis Aragonés.

### EM 2008

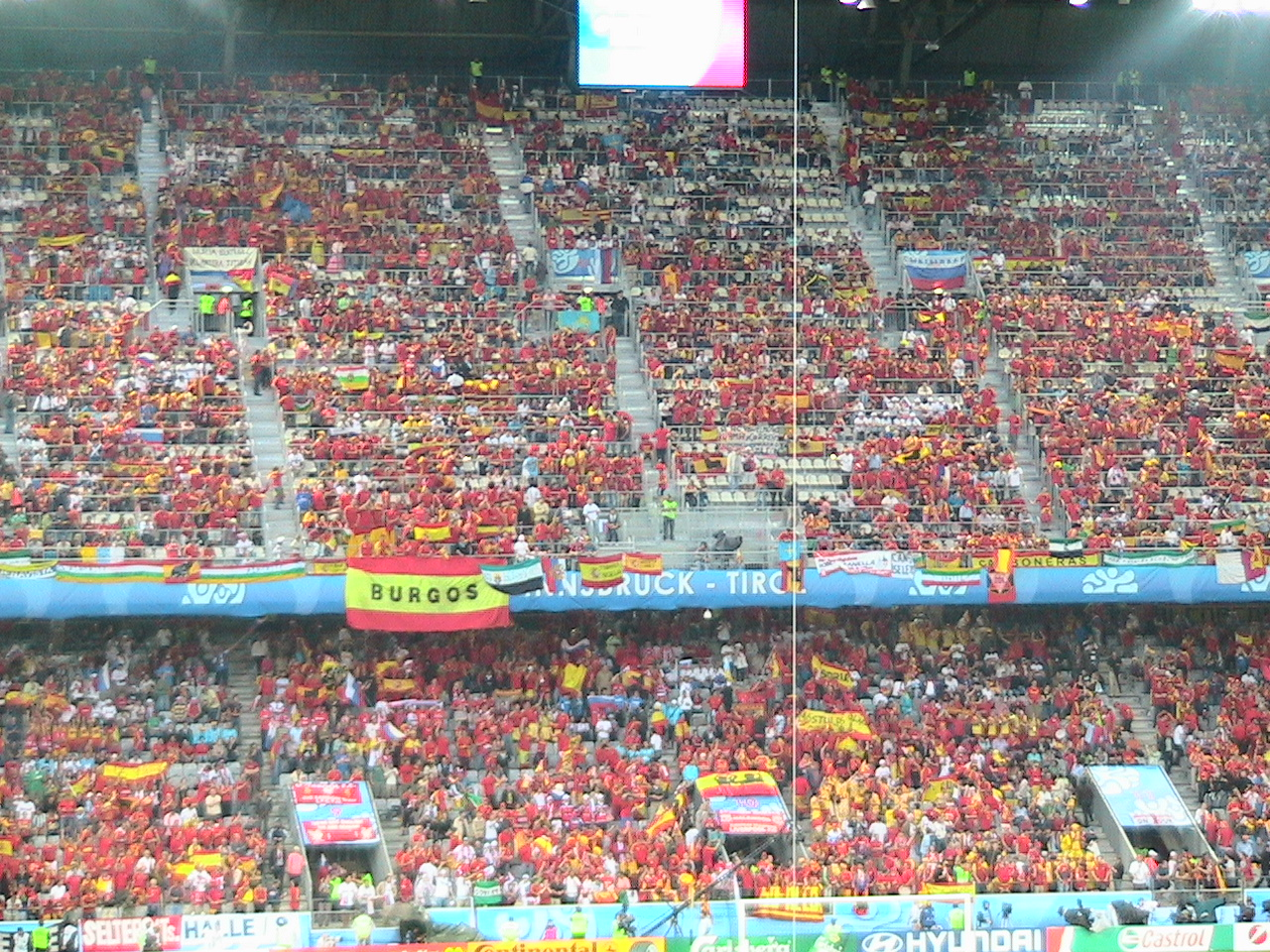
Spanische Fans beim Gruppenspiel gegen Russland

Startaufstellungen des Finales 2008

Vier Jahre später musste sich Spanien für die nächste EM gegen Schweden, Nordirland, Dänemark, Lettland, Island und Liechtenstein qualifizieren. Spanien startete mit einem 4:0 gegen Liechtenstein, verlor dann aber in Nordirland und Schweden. Danach folgten vier Siege, ehe überraschend beim 1:1 in Island der letzte Punkt abgegeben wurde. Da Schweden aber gegen Nordirland im Heimspiel nur ein 1:1 erreichte, wurde Spanien mit zwei Punkten Vorsprung Gruppensieger vor Schweden. Beide waren damit für die Endrunde qualifiziert.
Bei der Endrunde, die wieder in zwei Ländern ausgetragen wurde, wurde Spanien wieder in eine Gruppe mit Titelverteidiger Griechenland gelost, weitere Gruppengegner waren Russland und Qualifikationsgegner Schweden. Im ersten Spiel wurde Russland mit 4:1 überrollt, wobei David Villa die ersten drei Tore erzielte. Gegen Schweden sicherte Villa dann in der zweiten Minute der Nachspielzeit den 2:1-Sieg und sich damit die Krone des Torschützenkönigs. Mit diesem Ergebnis endete dann auch das Spiel gegen den bereits ausgeschiedenen Titelverteidiger. Im Viertelfinale war dann Weltmeister Italien der Gegner, der aber nach den zweiten Gelben Karten auf Stratege Andrea Pirlo sowie Gennaro Gattuso verzichten musste. Da beiden Mannschaften in 120 Minuten kein Tor gelang, musste mal wieder das Elfmeterschießen entscheiden. Hier standen die zu der Zeit weltbesten Torhüter Gianluigi Buffon und Iker Casillas im Mittelpunkt. Da Casillas aber zwei Elfmeter halten konnte, während der Italiener nur einmal erfolgreich war, gewann Spanien das Elfmeterschießen mit 4:2 (der letzte Italiener musste nicht mehr antreten). Spanien stand damit erstmals seit 1984 wieder im Halbfinale eines großen Fußballturniers, nachdem zuvor fünfmal im Viertelfinale Schluss war (siehe Der Viertelfinalfluch (1986–2006)). Im Halbfinale war dann Gruppengegner Russland erneut der Gegner. Zwar traf Villa diesmal nicht, aber drei seiner Mitspieler, wogegen die Russen leer ausgingen. Damit stand Spanien zum dritten Mal im Finale und traf auf Rekordeuropameister Deutschland. Die spanische Mannschaft begann überraschend nervös und Deutschland startete vergleichsweise stark, konnte dies aber nur zehn Minuten durchhalten. Danach dominierte Spanien und kam zu einigen Chancen, konnte diese aber zunächst nicht nutzen. In der 33. Spielminute gelang dann aber Fernando Torres das 1:0. Auch danach hatte Spanien noch weitere Chancen. Am Ende blieb es aber beim 1:0 und damit dem zweiten EM-Titel für Spanien und Spanien übernahm erstmals Platz 1 in der FIFA-Weltrangliste. Nach dem EM-Sieg trat Luis Aragonés zurück, ihm folgte Vicente del Bosque, der mit einer wenig veränderten Mannschaft, aber weiter perfektioniertem Spielstil 2010 auch den WM-Titel nach Spanien holte. Durch den EM-Titel war Spanien auch erstmals für den zuvor als WM-Generalprobe stattfindenden FIFA-Konföderationen-Pokal in Südafrika qualifiziert, verlor dort aber überraschend im Halbfinale erstmals gegen die USA und wurde anschließend Dritter.

### EM 2012

Startaufstellungen im Finale 2012

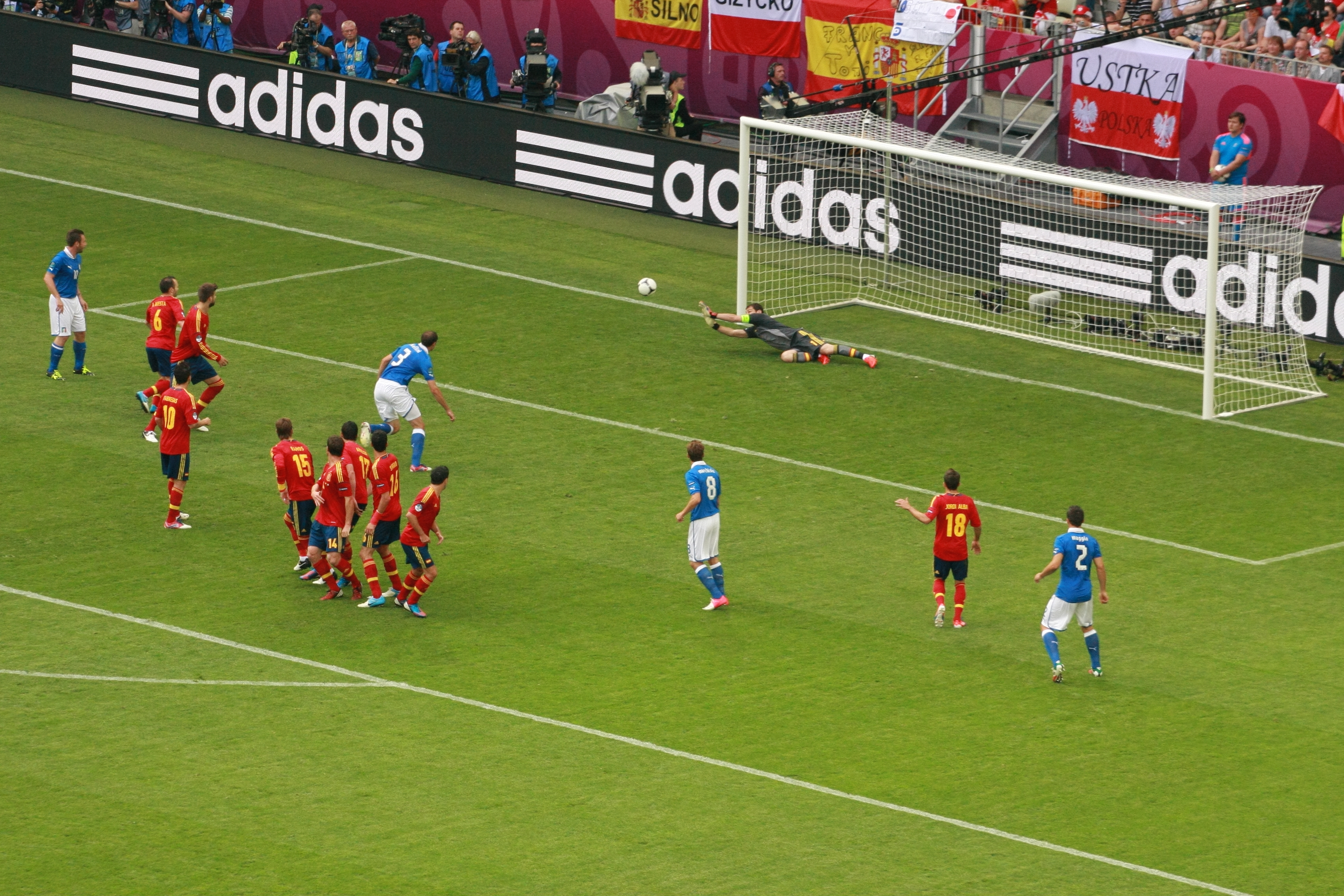
Szene aus dem Gruppenspiel gegen Italien

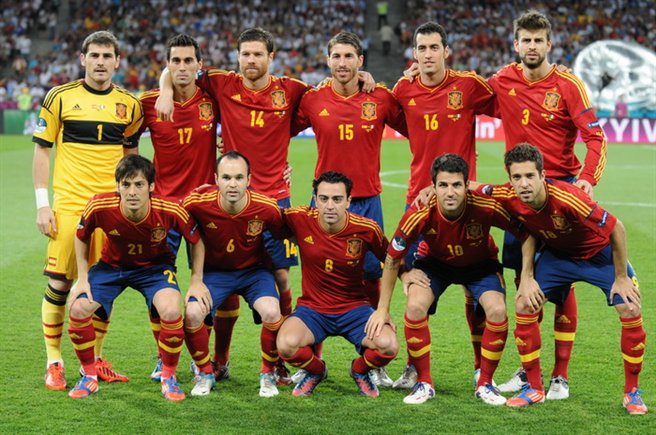
Die Mannschaft vor dem Finale gegen Italien

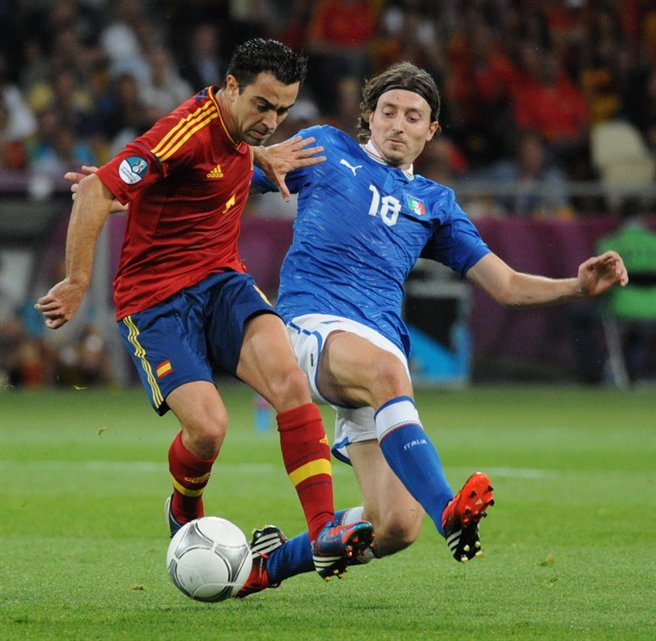
Szene mit Xavi und Riccardo Montolivo im Finale

Im Gegensatz zu 1968 konnten sich die Spanier vier Jahre später als Titelverteidiger wieder qualifizieren. In einer Grupe mit Tschechien, Schottland, Litauen und Liechtenstein setzten sie sich souverän ohne Punktverlust vor Tschechien als Gruppensieger durch. Die zweitplatzierten Tschechen mussten in die Playoffs der Gruppenzweiten gegen Montenegro und gewannen beide Spiele.
Bei der Endrunde, die wieder in zwei Ländern stattfand, wurden die Spanier in eine Gruppe mit Ex-Weltmeister Italien, Irland und Kroatien gelost. Im Auftaktspiel gegen Italien kamen sie nur zu einem 1:1. Gegen Irland folgte dann ein 4:0 und gegen Kroatien ein 1:0-Sieg, der aber erst zwei Minuten vor Spielende erreicht wurde. Damit standen sie im Viertelfinale gegen Frankreich, gegen das sie bei Europameisterschaften noch nie gewonnen hatten. Diesmal behielten sie aber durch zwei Tore von Xabi Alonso die Oberhand und trafen auf den Nachbarn Portugal. Hier gelang beiden Mannschaften in 120 Minuten kein Tor, so dass das Elfmeterschießen entscheiden musste. Zunächst scheiterte Xabi Alonso am portugiesischen Torhüter, aber im Gegenzug auch der erste Portugiese an Iker Casillas. Danach trafen die anderen vier Spanier, während der vierte Portugiese nur die Latte traf. Der letzte Portugiese musste dann nicht mehr antreten. Im Finale kam es dann zur Wiederholung des Auftaktspiels gegen Italien. Aber diesmal ließen die Spanier Italien keine Chance und gewannen mit 4:0, dem höchsten Sieg in einem EM-Finale. Spanien wurde damit zum dritten Mal Europameister und zog damit mit Deutschland gleich. Zudem konnten die Spanier als erste Mannschaft nach Uruguay, das 1922 und 1924 Südamerikameister und 1924 Olympiasieger wurde, drei Titel in Folge gewinnen.
Erstmals trafen bei dieser EM der aktuelle Weltmeister (Spanien) und sein Vorgänger (Italien) aufeinander. Dabei kamen im Vorrundenspiel bei Spanien 10 und bei Italien drei Spieler aus den WM-Finalspielen zum Einsatz. Zuvor war diese Begegnung nicht möglich, da erstmals 2006 und 2010 nacheinander zwei europäische Mannschaften Weltmeister wurden. Bereits 2008 standen sich der damalige Weltmeister Italien und Nachfolger Spanien im Viertelfinale gegenüber, wobei bei Italien 8 Spieler des WM-Finales 2006 und bei Spanien 9 Spieler des Finales 2010 zum Einsatz kamen.
Durch den EM-Titel war Spanien wieder für den FIFA-Konföderationen-Pokal, die WM-Generalprobe in Brasilien qualifiziert, verlor dort aber das Finale gegen Brasilien mit 0:3. Hierdurch endete eine Rekordserie von 29 nicht verlorenen Pflichtspielen (24 Siege, 5 Remis – davon 2 im Elfmeterschießen gewonnen).

## Endrunden mit 24 Teilnehmern

### EM 2016
An der EM nahmen erstmals 24 Mannschaften teil. Für die Auslosung der Qualifikationsgruppen, die am 23. Februar 2014 erfolgte, war Spanien in Topf 1 an erster Stelle gesetzt. Die zugelosten Gegner sind die Slowakei, die Ukraine, Belarus, Mazedonien und Luxemburg.
Die beiden Gruppenersten qualifizieren sich direkt für die EM-Endrunde. Sollte die drittplatzierte Mannschaft bester Gruppendritter sein, ist sie ebenfalls direkt qualifiziert. Die übrigen Gruppendritten spielen in Playoffs vier weitere Teilnehmer aus.
Spanien, das nach dem Vorrundenaus bei der WM 2014 weiterhin von Vicente del Bosque trainiert wird, begann die Qualifikation mit einem 5:1-Sieg gegen Mazedonien, verlor dann aber in der Slowakei. Danach folgten vier Siege – zuletzt beim 100. Länderspiel unter Vicente del Bosque –, so dass vor der Sommerpause Platz 2 hinter den verlustpunktfreien Slowaken belegt wurde. Das Rückspiel gegen die Slowaken konnte dann aber gewonnen werden, womit Platz 1 übernommen wurde. Mit einem 4:0 gegen Luxemburg qualifizierten sich die Spanier dann am vorletzten Spieltag vorzeitig für die Endrunde.
Für die Gruppenauslosung am 12. Dezember 2015 war Titelverteidiger Spanien mit dem zweitbesten UEFA-Koeffizienten Topf 1 zugeordnet und konnte daher in der Gruppenphase weder auf Gastgeber Frankreich noch Weltmeister Deutschland treffen. Zugelost wurden den Spaniern Kroatien, die Türkei und Tschechien, gegen das die Spanier ihr Auftaktspiel gewannen. Nach einem Sieg gegen die Türkei standen die Spanier im Achtelfinale, verloren dann aber das Spiel um den Gruppensieg gegen Kroatien und trafen zur Finalrevanche auf Italien. Die Italiener überraschten die Spanier mit einer offensiven Strategie und gingen, nachdem Torwart David de Gea einen scharf geschossenen Freistoß nur nach vorne abwehren konnte, im Nachschuss durch Abwehrchef Giorgio Chiellini in Führung. Auch danach fanden die Spanier nicht ins Spiel und konnten sich dann bei de Gea bedanken, dass die Italiener nicht mehr Tore schossen. In der zweiten Halbzeit drängten die Spanier die Italiener zwar vermehrt in ihre Hälfte zurück, konnten ihre Torchancen aber nicht nutzen. Als sie gegen Ende noch stärker auf den Ausgleich drängten mussten sie in der Nachspielzeit noch ein zweites Tor hinnehmen.

### EM 2021
Spanien hatte sich für die paneuropäische EM mit dem Estadio de San Mamés in Bilbao für drei Gruppenspiele und ein Achtel- oder Viertelfinalspiel beworben und erhielt die Zusage für drei Gruppenspiele und das Achtelfinale. Wie die anderen Länder, in denen Spiele stattfinden werden, musste sich aber auch Spanien qualifizieren. Dabei trafen die Spanier in einer der fünf Sechsergruppen auf Schweden, Norwegen, Rumänien, die Färöer und Malta. Die Spanier gewannen die ersten sechs Spiele, verpassten dann aber zunächst die vorzeitige Qualifikation durch ein Remis in Norwegen. Diese gelang dann im nächsten Spiel durch ein Last-minute-Remis in Schweden.
Bei der Auslosung am 30. November 2019 wurden ihnen die Schweden erneut zugelost, ferner Polen und die Slowakei, die sich im Herbst 2020 noch über die Playoffs qualifizieren konnte. Kurz vor der Endrunde wurden die Spiele von Bilbao nach Sevilla verlegt, da Bilbao wegen der COVID-19-Pandemie keine Zusage für die Zulassung von Zuschauern machen konnte. In Sevilla starteten die Spanier mit einem torlosen Remis gegen die Schweden, dem folgte ein 1:1 gegen Polen. Im letzten Spiel konnte dann gegen die Slowakei mit 5:0 der bisher höchste EM-Sieg eingefahren werden, wodurch die Spanier Gruppenzweite wurden. Im Achtelfinale trafen sie auf Vizeweltmeister Kroatien. Nach einer 20-minütigen Dominanzphase erwischte Pedri seinen Torhüter auf dem falschen Fuß und verursachte bei einem weiten Rückpass ein Eigentor. Dadurch wurden die Kroaten kurzzeitig mutiger, nach dem Ausgleich in der 38. Minute bestimmten die Spanier aber wieder weitgehend das Geschehen und sahen nach Toren in der 57. und 77. Minute schon wie der sichere Sieger aus. Den Kroaten gelang aber durch zwei eingewechselte Angreifer der Ausgleich, so dass es zur Verlängerung kam. Hier nutzten die Spanier die Tatsache, dass die Kroaten Defensivspieler ausgewechselt hatten und erzielten zwei Tore zum Weiterkommen. Im Viertelfinale gegen die Schweiz, die überraschend Weltmeister Frankreich ausgeschaltet hatte, gingen die Spanier bereits nach 8 Minuten durch ein Eigentor in Führung, konnten diese aber nicht über die Zeit bringen und mussten erneut in die Verlängerung, die aber diesmal torlos blieb. So musste das Elfmeterschießen die Entscheidung bringen, in dem sich die Spanier dank zweier durch ihren Torwart Unai Simón gehaltener Elfmeter durchsetzten. Auch im Halbfinale gegen Italien kam es zum Elfmeterschießen, denn obwohl die Spanier 65 % Ballbesitz hatten, konnten sie diesen erst in der 80. Minute durch den eingewechselten Alvaro Morata zum Ausgleich nutzen. Zwar konnte Simón gleich den ersten italienischen Elfmeter halten, da aber anschließend Dani Olmo über das Tor schoss und danach alle Italiener trafen, aber Morata am italienischen Torhüter scheiterte, schieden die Spanier aus.

### EM 2024

Startaufstellungen im Finale

In der Qualifikation trafen die Spanier auf Georgien, Norwegen, Schottland und Zypern. Sie starteten mit einem 3:0-Sieg gegen Norwegen, verloren dann aber mit 0:2 in Schottland. Da die Spanier aber danach vier Spiele gewannen, auch das Rückspiel gegen Schottland, hatten beide fünf Siege und eine Niederlage auf ihrem Konto, die Norweger aber bei noch einem offenen Spiel schon fünf Punkte weniger, sind Schotten und Spanier für die EM-Endrunde qualifiziert. Für die Auslosung der EM-Endrunde am 2. Dezember wurden die Spanier aus Topf 1 gelost und konnten damit nicht wie 1988 gegen Gastgeber Deutschland gelost werden. Als Gruppengegner wurden Titelverteidiger Italien, Kroatien und Albanien zugelost. Mit drei Siegen ohne Gegentor qualifizierten sich die Spanier für das Achtelfinale, wo sie auf Georgien den Dritten der Gruppe F trafen. Zwar gerieten die Spanier durch ein Eigentor mit 0:1 in Rückstand, gewannen aber am Ende mit 4:1 und trafen im Viertelfinale auf Gastgeber Deutschland. Die Spanier gingen in der 51. Minute durch Dani Olmo in Führung, die bis zur 89. Minute hielt. Dann gelang Florian Wirtz das Tor zum Ausgleich. In der anschließenden Verlängerung konnten die Spanier in der 119. Minute den Siegtreffer erzielen. Im Halbfinale trafen sie auf Frankreich. Nach einem 0:1-Rückstand gelang Lamine Yamal zunächst der Ausgleich – als jüngster Torschütze bei einer EM-Endrunde mit 16 Jahren und 362 Tagen – und vier Minuten später Dani Olmo der 2:1-Siegtreffer. Mit diesem Ergebnis wurde dann auch England im Finale bezwungen, wodurch die Spanier mit vier Titeln nun alleiniger Rekordeuropameister sind.

## Spieler mit den meisten Einsätzen bei Europameisterschaften
| Spiele | Spieler         | Jahr (Spiele)                                    |
| ------ | --------------- | ------------------------------------------------ |
| 17     | Álvaro Morata   | 2016 (4), 2021 (6), 2024 (7)                     |
| 16     | Cesc Fàbregas   | 2008 (6), 2012 (6), 2016 (4)                     |
|        | Andrés Iniesta  | 2008 (6), 2012 (6), 2016 (4)                     |
|        | Jordi Alba      | 2012 (6), 2016 (4), 2021 (6)                     |
| 15     | Sergio Ramos    | 2008 (5), 2012 (6), 2016 (4)                     |
|        | David Silva     | 2008 (5), 2012 (6), 2016 (4)                     |
| 14     | Iker Casillas   | 2000 (0), 2004 (3), 2008 (5), 2012 (6), 2016 (0) |
|        | Sergio Busquets | 2012 (6), 2016 (4), 2021 (4)                     |
| 13     | Fernando Torres | 2004 (3), 2008 (5), 2012 (5)                     |
|        | Mikel Oyarzabal | 2021 (6), 2024 (7)                               |
| 12     | Xabi Alonso     | 2004 (2), 2008 (4), 2012 (6)                     |
|        | Aymeric Laporte | 2021 (6), 2024 (6)                               |
|        | Unai Simón      | 2021 (6), 2024 (6)                               |
| 11     | Xavi            | 2004 (0), 2008 (5), 2012 (6)                     |
|        | Dani Olmo       | 2021 (5), 2024 (6)                               |
|        | Rodri           | 2021 (5), 2024 (6)                               |
|        | Ferrán Torres   | 2021 (6), 2024 (5)                               |
| 10     | Rafael Gordillo | 1980 (3), 1984 (4), 1988 (3)                     |
|        | Gerard Piqué    | 2012 (6), 2016 (4)                               |
|        | Pedri           | 2021 (6), 2024 (4)                               |
| 9      | Fabián          | 2021 (3), 2024 (6)                               |
| 8      | Alfonso         | 1996 (4), 2000 (4)                               |
|        | Luis Arconada   | 1980 (3), 1984 (5)                               |
|        | Víctor Muñoz    | 1984 (5), 1988 (3)                               |
|        | Carles Puyol    | 2004 (3), 2008 (5)                               |

Stand: 14. Juli 2024

## Spieler mit den meisten Toren bei Europameisterschaften
| Tore | Spieler         | Jahr (Tore)                  |
| ---- | --------------- | ---------------------------- |
| 7    | Álvaro Morata   | 2016 (3), 2021 (3), 2024 (1) |
| 5    | Fernando Torres | 2004 (0), 2008 (2), 2012 (3) |
| 4    | David Villa     | 2008 (4)                     |
| 3    | Alfonso         | 1996 (1), 2000 (2)           |
|      | Cesc Fàbregas   | 2008 (1), 2012 (2)           |
|      | David Silva     | 2008 (1), 2012 (2), 2016 (0) |
|      | Ferrán Torres   | 2021 (2), 2024 (1)           |
|      | Dani Olmo       | 2021 (0), 2024 (3)           |
| 2    | 10 Spieler      |                              |
| 1    | 28 Spieler      |                              |

Stand: 14. Juli 2024

## Bei Europameisterschaften gesperrte Spieler
- 1984 erhielt Francisco Carrasco im Finale die zweite Gelbe Karte, die aber keine Wirkung mehr hatte.
- 1996 erhielt Juan Antonio Pizzi im ersten Gruppenspiel die Rote Karte und war für das zweite Gruppenspiel gesperrt.
- 2000 erhielt Míchel Salgado im Viertelfinale die zweite Gelbe Karte, die aber keinen Effekt mehr hatte, da Spanien ausschied.
- 2004 erhielt Carlos Marchena im zweiten Gruppenspiel die zweite Gelbe Karte und war für das letzte Gruppenspiel gesperrt. David Albelda erhielt im letzten Gruppenspiel die zweite Gelbe Karte, die aber keinen Effekt mehr hatte, da Spanien ausschied.
- 2012 erhielten Xabi Alonso, Álvaro Arbeloa und Sergio Ramos im Halbfinale die zweite Gelbe Karte. Da die Karten aus der Gruppenphase und dem Viertelfinale ab dem Halbfinale nicht mehr berücksichtigt wurden, hatten diese keinen Effekt.
- 2024 war Rodri durch die zwei Gelben Karten, die er in den ersten beiden Gruppenspielen erhielt, für das dritte Gruppenspiel gesperrt. Im Viertelfinale gegen Deutschland erhielten Dani Carvajal und Robin Le Normand ebenfalls die zweite Gelbe Karte und waren für das Halbfinale gegen Frankreich gesperrt. Carvajal erhielt zwar auch noch die Gelb-Rote Karte, diese hatte aber keinen weiteren Effekt.

## Anteil der im Ausland spielenden Spieler im EM-Kader
Zwei Legionäre wurden zwar bereits im ersten Kader berücksichtigt, danach aber bis 2004 nicht mehr und dann wieder nur in geringer Anzahl. 2021 steht die bisher höchste Anzahl von Legionären im spanischen Kader und weniger als die Hälfte der nominierten Spieler spielt in Spanien, davon aber keiner bei Real Madrid.
| Jahr (Spiele) | Anzahl (Länder)                                                         | Spieler (Einsätze) |
| ------------- | ----------------------------------------------------------------------- | --- |
| 1964 (2)      | 2 (in Italien)                                                          | Luis del Sol (0), Luis Suárez (2) |
| 1980 (4)      | 0                                                                       | |
| 1988 (4)      | 0                                                                       | |
| 1996 (3)      | 0                                                                       | |
| 2000 (6)      | 0                                                                       | |
| 2004 (3)      | 1 (in Frankreich)                                                       | Fernando Morientes (3) |
| 2008 (6)      | 5 (in England)                                                          | Xabi Alonso (4), Álvaro Arbeloa (1), Cesc Fàbregas (6), Pepe Reina (1), Fernando Torres (5) |
| 2012 (6)      | 4 (in England)                                                          | Juan Mata (1), Álvaro Negredo (2), Pepe Reina (0), David Silva (6) |
| 2016 (4)      | 9 (1 in Deutschland, 6 in England, 1 in Italien, 1 in Portugal)         | Thiago (2); César Azpilicueta (3), Héctor Bellerín, Cesc Fàbregas (4), David de Gea (4), Pedro (2), David Silva (4); Álvaro Morata (4); Iker Casillas                                                                                  |
| 2021 (6)      | 14 (1 in Deutschland, 10 in England, 1 in Frankreich, 2 in Italien)     | Dani Olmo (5); César Azpilicueta (4), David de Gea, Eric García (3), Aymeric Laporte (6), Diego Llorente, Rodri (5), Robert Sánchez, Thiago (4), Ferrán Torres (6), Adama Traoré (1); Pablo Sarabia (5); Fabián (3), Álvaro Morata (6) |
| 2024 (7)      | 7 (2 in Deutschland, 3 in England, 1 in Frankreich, 1 in Saudi-Arabien) | Álex Grimaldo (2), Dani Olmo (6); Marc Cucurella (6), David Raya (1), Rodri (6); Fabián (6); Aymeric Laporte (6) |

Stand: 14. Juli 2024

## Rekorde

### Mannschaft
- Einziger Europameister, der den Titel verteidigen konnte.
- Neben Deutschland einziger Europameister, der auch Weltmeister wurde: Deutschland 1974, Spanien 2010
- Die längste Siegesserie: Spanien konnte während der EM 2008 6 Siege feiern (inkl. einem Sieg im Elfmeterschießen).
- Die längste Serie ohne Niederlage: Spanien gelangen zwischen 2008 und 2016 14 Spiele ohne Niederlage, gewann dabei aber das vierte und elfte Spiel der Serie im Elfmeterschießen.
- Die meisten Spiele ohne Gegentreffer in Folge: Spanien (2012 und 2016) 7, England (2021) 5, Deutschland (1996 und 2016), Griechenland (2004), Italien (2021), Polen (2016) und Spanien (2008 und 2024) je 3
- Die meisten Spiele um Europameister zu werden benötigte Spanien 2008: 12 Qualifikations- und sechs Endrundenspiele.
- Die häufigsten Paarungen: Spanien – Italien (8 Spiele, 1× im Finale, 1× Halbfinale, 1× im Viertelfinale, 1× im Achtelfinale, 4× in der Vorrunde)
- Höchste Siege im Halbfinale: Spanien – Russland (2008), UdSSR – Tschechoslowakei (1960) und UdSSR – Dänemark (1964) alle 3:0
- Höchster Sieg im Finale: Spanien – Italien (2012) 4:0
- Die torreichsten Finale: 4 Tore: Spanien – Italien 4:0 (2012) und Tschechoslowakei – Deutschland 2:2 n. V. (1976)
- Erster Elfmeter in der Nachspielzeit: Am 21. Juni 2000 in der 4. Minute der Nachspielzeit des Spiels Jugoslawien – Spanien zum zwischenzeitlichen 3:3-Ausgleich für Spanien durch Gaizka Mendieta. In der 6. Minute der Nachspielzeit fiel noch das 4:3 für Spanien.
- Die meisten gewonnenen Elfmeterschießen: (4 von 6)
- Spanien bestritt nach Ungarn (139) Irland (138) und Rumänien (136) die zweitmeisten Qualifikationsspiele: 133 (Stand: nach der Qualifikation für die EM 2024)
- Spanien gewann die meisten Qualifikationsspiele (96), schoss die meisten Tore, schoss die zweitmeisten Tore pro Spiel (2,549) und hat die beste Tordifferenz in Qualifikationsspielen (339:96 /+243) – (Stand: nach der Qualifikation für die EM 2024)
- Spanien konnte als einzige Mannschaft bei zwei aufeinander folgenden Endrundenspielen 5 Tore erzielen: 5:0 gegen die Slowakei im dritten Gruppenspiel und 5:3 n. V. gegen Kroatien im Achtelfinale 2021

### Spieler
- Das schnellste Tor in einem Finale: Jesús María Pereda nach 6 Minuten am 21. Juni 1964 im Finale Spanien – Sowjetunion (Endstand 2:1)
- Jüngster Spieler in einem EM-Spiel: Lamine Yamal mit 16 Jahren und 338 Tagen beim Spiel gegen Kroatien am 15. Juni 2024
- Jüngster Torschütze in einem EM-Spiel: Lamine Yamal mit 16 Jahren und 362 Tagen beim Spiel gegen Frankreich am 9. Juli 2024

### Zuschauer
- Die meisten Zuschauer bei einem Spiel: 125.000 beim Halbfinale Spanien – Ungarn 1964[4]
- Die meisten Zuschauer im Schnitt: 62.379 (Deutschland 1988) bzw. 68.000 (Spanien 1964[5][6])

### Gegner
- Erster Platzverweis in einem Finale: Yvon Le Roux (Frankreich) 1984 in der 86. Minute des Spiels Frankreich – Spanien

### Negativrekorde
- Spanien gehört zu den drei Mannschaften, die als Titelverteidiger nicht für die nächste Endrunde qualifiziert waren: Spanien 1968, Italien 1972, Frankreich 1988

## Bilanz gegen die anderen Europameister bei Europameisterschaften

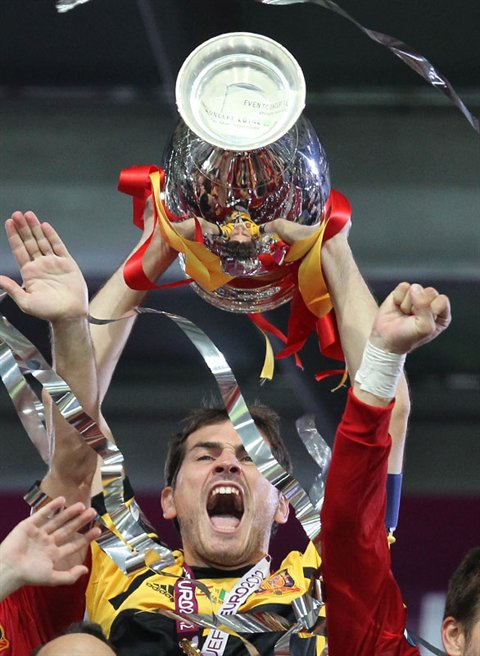
Iker Casillas mit EM-Pokal

- Italien: 8 Spiele (davon 1 Finale) 2 Siege, 4 Remis (je 1 Sieg und 1 Niederlage n. E.), 2 Niederlagen, 7:5 Tore (6:6 i. E.)
- Frankreich: 5 Spiele (davon 1 Finale), 2 Siege, 1 Remis, 2 Niederlagen, 6:6 Tore
- UdSSR/GUS/Russland: 4 Spiele (davon 1 Finale), 4 Siege 10:2 Tore
- Deutschland: 4 Spiele (davon 1 Finale), 3 Siege, 1 Niederlage 4:3 Tore
- Portugal: 3 Spiele, 2 Remis (1 Sieg n. E.), 1 Niederlage, 1:2 Tore (4:2 i. E.)
- Dänemark: 2 Spiele, 2 Siege, 4:3 Tore
- Griechenland: 2 Spiele, 1 Sieg, 1 Remis, 3:2 Tore
- Tschechoslowakei/Tschechien: 1 Spiel, 1 Sieg, 1:0 Tore
- Niederlande: kein Spiel

## Spiele
Spanien bestritt bisher 53 EM-Spiele, davon wurden 28 gewonnen, 10 wurden verloren und 15 endeten remis. Acht Spiele mussten verlängert werden. Davon wurde eins durch ein Tor gewonnen, eins durch zwei Tore gewonnen, vier im Elfmeterschießen gewonnen und zwei verloren.
Spanien hatte bisher fünf Heimspiele. Spanien bestritt einmal das erste Spiel als Gastgeber und spielte sechsmal gegen den Gastgeber.
Spanien spielte viermal, 1964 im Finale sowie 1984, 2008 und 2024 in den Gruppenspielen gegen den Titelverteidiger, wobei die Spanier immer gewannen. Ferner spielten sie viermal gegen den späteren Europameister: 1984 im Finale, 2000 im Viertelfinale, 2004 in einem Gruppenspiel und 2021 im Halbfinale.
Häufigster Gegner ist Italien, gegen das es bisher acht Spiele (EM-Rekord) gab, davon wurden je zwei gewonnen und verloren, vier Spiele endeten remis mit einem Sieg und einer Niederlage im Elfmeterschießen.
- Nur gegen drei Länder gelangen die höchsten Siege bei einem EM-Turnier:
  -  Italien: Finale 2012 4:0 (höchster Finalsieg bei Europameisterschaften)
  -  Russland: 4:1 und 3:0 Vorrunde und Halbfinale 2008
  -  Türkei: 3:0 Vorrunde 2016 (zudem ein 4:1 in der WM-Qualifikation 1954 und ein 3:0 in einem Freundschaftsspiel)
- Gegen folgende Länder kassierte die spanische Mannschaft ihre höchste Niederlage bei einem EM-Turnier:
  -  Frankreich: Finale 1984 0:2 (zudem zweimal 1:3, im WM-Achtelfinale 2006 bzw. der Qualifikation für die EM 1992)
  -  Norwegen: Vorrunde 2000 0:1 (einzige Niederlage gegen Norwegen)

| Alle EM-Spiele |            |                      |                   |   |                        |               | |
| Nr.            | Datum      | Ergebnis             | Gegner            |   | Austragungsort         | Anlass        | Bemerkungen |
| 1              | 17.06.1964 | 2:1 n. V.            | Ungarn            | H | Madrid                 | Halbfinale    | |
| 2              | 21.06.1964 | 2:1                  | Sowjetunion (TV)  | H | Madrid                 | Endspiel      | Erster EM-Titel der spanischen Mannschaft; Erstes Spiel gegen die Sowjetunion                                                |
| 3              | 12.06.1980 | 0:0                  | Italien           | A | Mailand (ITA)          | Gruppenspiel  | |
| 4              | 15.06.1980 | 1:2                  | Belgien           | * | Mailand (ITA)          | Gruppenspiel  | |
| 5              | 18.06.1980 | 1:2                  | England           | * | Neapel (ITA)           | Gruppenspiel  | Letztes Spiel unter Ladislav Kubala                                                                                          |
| 6              | 14.06.1984 | 1:1                  | Rumänien          | * | Saint-Étienne (FRA)    | Gruppenspiel  | |
| 7              | 17.06.1984 | 1:1                  | Portugal          | * | Marseille (FRA)        | Gruppenspiel  | |
| 8              | 20.06.1984 | 1:0                  | BRD (TV)          | * | Paris (FRA)            | Gruppenspiel  | |
| 9              | 24.06.1984 | 1:1 n. V., 5:4 i. E. | Dänemark          | * | Lyon (FRA)             | Halbfinale    | |
| 10             | 27.06.1984 | 0:2                  | Frankreich        | A | Paris (FRA)            | Endspiel      | |
| 11             | 11.06.1988 | 3:2                  | Dänemark          | * | Hannover (DEU)         | Gruppenspiel  | |
| 12             | 14.06.1988 | 0:1                  | Italien           | * | Frankfurt (DEU)        | Gruppenspiel  | |
| 13             | 17.06.1988 | 0:2                  | BRD               | A | München (DEU)          | Gruppenspiel  | Letztes Spiel unter Miguel Muñoz                                                                                             |
| 14             | 09.06.1996 | 1:1                  | Bulgarien         | * | Leeds (ENG)            | Gruppenspiel  | |
| 15             | 15.06.1996 | 1:1                  | Frankreich        | * | Leeds (ENG)            | Gruppenspiel  | |
| 16             | 18.06.1996 | 2:1                  | Rumänien          | * | Leeds (ENG)            | Gruppenspiel  | |
| 17             | 22.06.1996 | 0:0 n. V., 2:4 i. E. | England           | A | London (ENG)           | Viertelfinale | |
| 18             | 13.06.2000 | 0:1                  | Norwegen          | * | Rotterdam (NED)        | Gruppenspiel  | |
| 19             | 18.06.2000 | 2:1                  | Slowenien         | * | Amsterdam (NED)        | Gruppenspiel  | Erstes Länderspiel gegen Slowenien                                                                                           |
| 20             | 21.06.2000 | 4:3                  | BR Jugoslawien    | * | Brügge (BEL)           | Gruppenspiel  | |
| 21             | 25.06.2000 | 1:2                  | Frankreich        | * | Brügge (BEL)           | Viertelfinale | |
| 22             | 12.06.2004 | 1:0                  | Russland          | * | Faro-Loulé (PRT)       | Gruppenspiel  | |
| 23             | 16.06.2004 | 1:1                  | Griechenland      | * | Porto (PRT)            | Gruppenspiel  | |
| 24             | 20.06.2004 | 0:1                  | Portugal          | A | Lissabon (PRT)         | Gruppenspiel  | Letztes Spiel unter Iñaki Sáez                                                                                               |
| 25             | 10.06.2008 | 4:1                  | Russland          | * | Innsbruck (AUT)        | Gruppenspiel  | |
| 26             | 14.06.2008 | 2:1                  | Schweden          | * | Innsbruck (AUT)        | Gruppenspiel  | |
| 27             | 18.06.2008 | 2:1                  | Griechenland (TV) | * | Salzburg (AUT)         | Gruppenspiel  | |
| 28             | 22.06.2008 | 0:0 n. V., 4:2 i. E. | Italien           | * | Wien (AUT)             | Viertelfinale | |
| 29             | 26.06.2008 | 3:0                  | Russland          | * | Wien (AUT)             | Halbfinale    | |
| 30             | 29.06.2008 | 1:0                  | Deutschland       | * | Wien (AUT)             | Endspiel      | Zweiter EM-Titel der Spanier, letztes Spiel unter Luis Aragonés                                                              |
| 31             | 10.06.2012 | 1:1                  | Italien           | * | Danzig (POL)           | Gruppenspiel  | |
| 32             | 14.06.2012 | 4:0                  | Irland            | * | Danzig (POL)           | Gruppenspiel  | Einer der höchsten Siege Spaniens bei einer EM                                                                               |
| 33             | 18.06.2012 | 1:0                  | Kroatien          | * | Danzig (POL)           | Gruppenspiel  | |
| 34             | 23.06.2012 | 2:0                  | Frankreich        | * | Donezk (UKR)           | Viertelfinale | 100. Länderspiel von Xabi Alonso 50. Sieg unter Vicente del Bosque                                                           |
| 35             | 27.06.2012 | 0:0 n. V., 4:2 i. E. | Portugal          | * | Donezk (UKR)           | Halbfinale    | |
| 36             | 01.07.2012 | 4:0                  | Italien           | * | Kiew (UKR)             | Finale        | Dritter EM-Titel der Spanier Erstmals verteidigt eine Mannschaft den EM-Titel Einer der höchsten Siege Spaniens bei einer EM |
| 37             | 13.06.2016 | 1:0                  | Tschechien        | * | Toulouse (FRA)         | Gruppenspiel  | |
| 38             | 17.06.2016 | 3:0                  | Türkei            | * | Nizza (FRA)            | Gruppenspiel  | |
| 39             | 21.06.2016 | 1:2                  | Kroatien          | * | Bordeaux (FRA)         | Gruppenspiel  | |
| 40             | 27.06.2016 | 0:2                  | Italien           | * | Saint-Denis (FRA)      | Achtelfinale  | Letztes Spiel unter Vicente del Bosque                                                                                       |
| 41             | 14.06.2021 | 0:0                  | Schweden          | H | Sevilla                | Gruppenspiel  | |
| 42             | 19.06.2021 | 1:1                  | Polen             | H | Sevilla                | Gruppenspiel  | |
| 43             | 13.06.2021 | 5:0                  | Slowakei          | H | Sevilla                | Gruppenspiel  | |
| 44             | 28.06.2021 | 5:3 n. V.            | Kroatien          | * | Kopenhagen (DNK)       | Achtelfinale  | |
| 45             | 02.07.2021 | 1:1 n. V., 3:1 i. E. | Schweiz           | * | Sankt Petersburg (RUS) | Viertelfinale | |
| 46             | 06.07.2021 | 1:1 n. V., 2:4 i. E. | Italien           | * | London (ENG)           | Halbfinale    | |
| 47             | 15.06.2024 | 3:0                  | Kroatien          | * | Berlin (DEU)           | Gruppenspiel  | Lamine Yamal wird mit 16 Jahren und 338 Tagen als jüngster Spieler in einem EM-Endrundenspiel eingesetzt.                    |
| 48             | 19.06.2024 | 1:0                  | Italien (TV)      | * | Gelsenkirchen (DEU)    | Gruppenspiel  | |
| 49             | 24.06.2024 | 1:0                  | Albanien          | * | Düsseldorf (DEU)       | Gruppenspiel  | |
| 50             | 30.06.2024 | 4:1                  | Georgien          | * | Köln (DEU)             | Achtelfinale  | |
| 51             | 05.07.2024 | 2:1 n. V.            | Deutschland       | A | Stuttgart (DEU)        | Viertelfinale | |
| 52             | 09.07.2024 | 2:1                  | Frankreich        | * | München (DEU)          | Halbfinale    | Lamine Yamal wird mit 16 Jahren und 362 Tagen jüngster Torschütze in einem EM-Endrundenspiel.                                |
| 53             | 14.07.2024 | 2:1                  | England           | * | Berlin (DEU)           | Finale        | |